# Lawrence Hayward

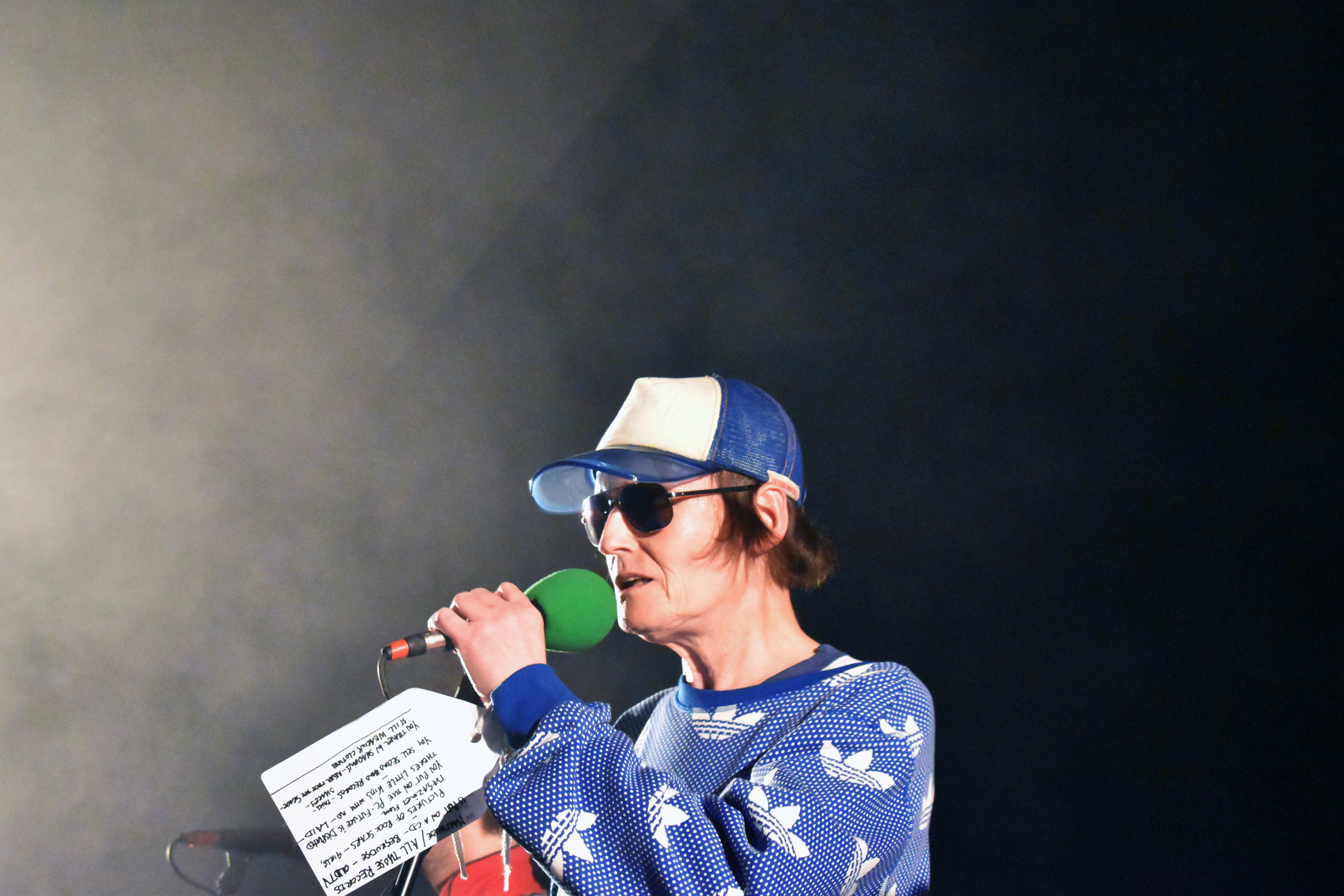
Lawrence Hayward (Mozart Estate), 2022

Lawrence Hayward (* 12. August 1961 in Birmingham) ist ein britischer Sänger, Songwriter und Gitarrist. Er tritt normalerweise nur unter seinem Vornamen auf. Unter anderem war er der Sänger der Band Felt.

## Leben
In seiner Kindheit in Water Orton lernte Hayward den späteren Gitarristen seiner Band Felt, Maurice Deebank, sowie den späteren Schlagzeuger Nick Gilbert kennen.
1979 wurde in Birmingham die Band Felt gegründet. In den frühen 1980er Jahren zog sie nach London. Die ersten fünf Jahre lang veröffentlichte Lawrence bei dem Plattenlabel Cherry Red, die nächsten bei Creation. 1989 löste er die Band auf. Die nächste Band, mit der Lawrence arbeitete, war die Punk- und Glamrock-Band Denim.
Nachdem Denim sich aufgelöst hatte, wurde im Jahr 2000 die Band Go-Kart Mozart gegründet, die im Jahr 2018 in Mozart Estate umbenannt wurde. Lawrence bezeichnete diese Band als „erste B-Seiten-Band der Welt“ und als eine Band, die gegen Bezahlung überall auftrete. 

## Rezeption
Lawrence Hayward wird oft als enigmatischer Künstler bezeichnet, der immer wieder seine hochfliegenden Pläne durch seltsame Vermeidungsstrategien sabotiere. So nahm er etwa im Jahr 1987 vor einem Konzert LSD und musste die Veranstaltung daraufhin vorzeitig abbrechen. Sein Gesang sei unverkennbar an Lou Reed orientiert und „von einem entrückten Ennui“ durchdrungen, schrieb Lintzel. Er sei der Bote einer „transzendentalen Obdachlosigkeit“ gewesen.
Regisseur Paul Kelly schuf den anderthalbstündigen Porträtfilm  Lawrence of Belgravia über Hayward. Eigentlich sollte dieser Film schon 2006 fertig sein, als Produktionsjahr wird aber mittlerweile 2011 angegeben. Alexis Petridis kündigte den Film im Guardian als eine Dokumentation über „the greatest pop star Britain never had“ an.
Der Bildhauer Corin Johnson schuf eine Marmorbüste des Musikers, die zunächst in der Fitzrovia Chapel in London aufgestellt wurde. Bei der Feier zur Enthüllung der Büste Anfang 2024 war Lawrence anwesend; musikalisch begleitet wurde die Feier von Terry Miles an der Orgel der ehemaligen Krankenhauskapelle.